# Чемпионат мира по шорт-треку 2004
Чемпионат мира по шорт-треку 2004 года проходил 19-21 марта в Гётеборге (Швеция).

## Общий медальный зачёт
| Место | Страна           | Золото | Серебро | Бронза | Всего |
| ----- | ---------------- | ------ | ------- | ------ | ----- |
| 1     | Республика Корея | 9      | 2       | 3      | 14    |
| 2     | Китай            | 1      | 6       | 3      | 10    |
| 3     | Италия           | 0      | 1       | 3      | 4     |
| 4     | Канада           | 0      | 1       | 1      | 2     |

## Медалисты
За первое место в дисциплине начислялось 34 очка, за второе — 21 очко, за третье — 13 очков, за четвёртое — 8 очков, за пятое — 5 очков, за шестое — 3 очка, за седьмое — 2 очка и за восьмое — 1 очко; очки начислялись лишь спортсменам, принявшим участие в финальных соревнованиях по соответствующей дисциплине. Затем очки складывались, и так определялся победитель в многоборье; эстафеты для определения победителей в многоборье не учитывались.

### Мужчины
| Дисциплина | Золото                                               | Серебро                                             | Бронза                                                                        |
| ---------- | ---------------------------------------------------- | --------------------------------------------------- | ----------------------------------------------------------------------------- |
| Многоборье | Ан Хен Су                                            | Сон Сок У                                           | Ли Цзяцзюнь                                                                   |
| 500 м      | Сон Сок У                                            | Ли Хаонань                                          | Ли Е                                                                          |
| 1000 м     | Ан Хен Су                                            | Ли Цзяцзюнь                                         | Фабио Карта                                                                   |
| 1500 м     | Ан Хен Су                                            | Джонатан Гильметт                                   | Сон Сок У                                                                     |
| 3000 м     | Ан Хен Су                                            | Сон Сок У                                           | Ли Е                                                                          |
| Эстафета   | Ан Хен Су Чо Нам Гю Сон Сок У Ким Хён Гон Ли Сын Джэ | Китай · Суй Баоку · Ли Хаонань · Ли Цзяцзюнь · Ли Е | Фабио Карта Никола Франческина Никола Родигари Микеле Антониоли Роберто Серра |

### Женщины
| Дисциплина | Золото                                                 | Серебро                                             | Бронза                                            |
| ---------- | ------------------------------------------------------ | --------------------------------------------------- | ------------------------------------------------- |
| Многоборье | Чхве Ын Гён                                            | Ван Мэн                                             | Пён Чхон Са                                       |
| 500 м      | Ван Мэн                                                | Марта Капурсо                                       | Чхве Ын Гён                                       |
| 1000 м     | Чхве Ын Гён                                            | Пён Чхон Са                                         | Фу Тяньюй                                         |
| 1500 м     | Чхве Ын Гён                                            | Ван Мэн                                             | Аланна Краус                                      |
| 3000 м     | Пён Чхон Са                                            | Фу Тяньюй                                           | Марта Капурсо                                     |
| Эстафета   | Чхве Ын Гён Пён Чхон Са Ко Ги Хён Ким Мин Джи Чо Хэ Ри | Китай · Лю Сяоин · Ван Мэн · Чэн Сяолэй · Фу Тяньюй | Марта Капурсо Мара Дзини Катя Дзини Катя Боррелло |